# ボンドアルベド
ボンドアルベド(Bond albedo)は、天体に入射した電磁波のうち、反射して宇宙空間に散乱した割合である。提案したジョージ・フィリップス・ボンドにちなんで名付けられた。
ボンドアルベドは、全ての波長、全ての位相角を合計するため、天体がどれだけのエネルギーを吸収したのかを決定するために必要となる量である。また、天体の平衡温度の決定にも用いられる。
太陽系外縁部の天体は地球からは非常に低い位相角でしか観測されないため、天体の信頼できるボンドアルベドのデータは、探査機からしか得られない。

## 位相積分
ボンドアルベド(A)は、幾何アルベド(p)と以下の関係がある。
{\displaystyle A=pq{\frac {}{}}}
ここで、qは位相積分と呼ばれ、ある方向の散乱流束I(α)を位相角α（全ての波長と方位角の平均値）で積分して得られる。
{\displaystyle q=2\int _{0}^{\pi }{\frac {I(\alpha )}{I(0)}}\sin \alpha \,d\alpha .}
位相角αは、放射源（通常は太陽）と観測方向の間の角であり、0°から180°までの値を取る。例えば、満月の時は、αの値は非常に小さく、新月の時には180°に近い。

## 例
ボンドアルベドは、全ての可能な散乱光を含み（ただし、天体自体からの放射は含まず）0から1の値を取る。これは、1を超えることがある幾何アルベドとは対照的である。ボンドアルベドは、天体の地表や大気の組成によって、幾何アルベドよりも大きい値になったり小さい値になったりする。
例：
| 名前           | ボンドアルベド | 可視幾何アルベド |
| -------------- | -------------- | ---------------- |
| 水星           | 0.119          | 0.138            |
| 金星           | 0.90           | 0.67             |
| 地球           | 0.306          | 0.367            |
| 火星           | 0.25           | 0.15             |
| 木星           | 0.343          | 0.52             |
| 土星           | 0.342          | 0.47             |
| エンケラドゥス | 0.99           | 1.4              |
| 天王星         | 0.300          | 0.51             |
| 海王星         | 0.290          | 0.41             |
| 冥王星         | 0.4            | 0.44-0.61        |
| エリス         | 0.96           |                  |